# Fittkauneuria
Fittkauneuria is een geslacht van haften (Ephemeroptera) uit de familie Oligoneuriidae.

## Soorten
Het geslacht Fittkauneuria omvat de volgende soorten:
- Fittkauneuria adusta
- Fittkauneuria carina